# Star Wars Episode VI: Jediridderen vender tilbage
Star Wars Episode VI: Jediridderen vender tilbage (originaltitel: Return of the Jedi, også kendt som Star Wars Episode VI: Return of the Jedi) er en amerikansk science fiction-film, instrueret af Richard Marquand. Det er den sjette episode i Star Wars-sagaen og tredje film i den originale Star Wars-trilogi. Filmen havde premiere i 1983 og var den sidste film i den originale trilogi.
Den danske titel er en fejloversættelse, idet den originale titel hentyder til udslettelsen af Sith-Ordenen og Jedi-ordenens genoprettelse med Luke Skywalker som første og på daværende tidspunkt eneste medlem. Altså menes der "Jedi" i flertal, selv om Luke er den eneste levende Jedi i filmen. Den korrekte titel burde da have været Jediridderne vender tilbage. Den danske titel er fortsat uændret til dags dato.

## Medvirkende
- Mark Hamill som Luke Skywalker
- Carrie Fisher som Leia Organa
- Harrison Ford som Han Solo
- Frank Oz som Yoda
- Billy Dee Williams som Lando Calrissian
- Peter Mayhew som Chewbacca
- Anthony Daniels som C-3PO
- Kenny Baker som R2-D2
- Ian McDiarmid som Kejser Palpatine
- Alec Guiness som Obi-Wan Kenobi
- Warwick Davis som Ewok
- David Prowse/James Earl Jones/Sebastian Shaw/Hayden Christensen som Darth Vader/Anakin Skywalker

## Produktion
Jedi-ridderen vender tilbage er sjette episode og tredje film i den oprindelige Star Wars-saga. Filmen havde premiere i 1983, og var den sidste film af den originale trilogi. Faktisk var det meningen at den skulle have heddet Revenge of the Jedi, men titlen blev erstattet da en Jedi, i følge George Lucas, ikke tager hævn. Return of the Jedi har også de samme tre skuespillere til at spille de tre hovedroller, Luke Skywalker/Mark Hamill, Han Solo/Harrison Ford og Prinsesse Leia/Carrie Fisher, som trofast har været til stede gennem de to forrige episoder af Star Wars sagaen, selvom der dog var en smule tvivl i starten angående Harrison Fords rolle som Han Solo idet han var den eneste af de tre som ikke havde skrevet kontrakt på den sidste film. Der gik i en tid snak om hvorvidt Han Solo skulle "ofres" til fordel for de to andre og dermed udgå fra trilogien, men alligevel endte tingene godt med at Harrison Ford atter indtog filmlærredet som Han Solo i den sjette og sidste film.

### Musik
Filmens musik blev komponeret af John Williams og fremført af London Symphony Orchestra.
Side one
| 1. | "Main Title (The Story Continues)"                  | 5:09 |
| 2. | "Into the Trap"                                     | 2:36 |
| 3. | "Luke and Leia"                                     | 4:44 |
| 4. | "Parade of the Ewoks"                               | 3:25 |
| 5. | "Han Solo Returns (At the Court of Jabba the Hutt)" | 4:10 |
| 6. | "Lapti Nek (Jabba's Palace Band)"                   | 2:49 |

Side two
| #   | Titel                         | Længde |
| --- | ----------------------------- | ------ |
| 7.  | "The Forest Battle"           | 4:01   |
| 8.  | "Rebel Briefing"              | 2:22   |
| 9.  | "The Emperor"                 | 2:41   |
| 10. | "The Return of the Jedi"      | 5:02   |
| 11. | "Ewok Celebration and Finale" | 8:00   |

Total længde: 44:59

## Genudgivelse
Filmen blev udgivet igen i 2004 på DVD-samlingen Star Wars Trilogy, hvor Sebastian Shaw er erstattet af Hayden Christensen i en af de sidste scener, hvor Anakin Skywalker dukker op i sin spirituelle form (uden maske og dragt), efter at være blevet ét med Kraften.